# Giuseppe Nuvolone
Pour les articles homonymes, voir Nuvolone (famille).
Giuseppe Nuvolone (San Gimignano, 1619 - Milan, 1703) est un peintre italien baroque de la famille d'artistes italiens des Nuvolone, actif au XVIIe siècle à Milan, Crémone et Brescia.

## Biographie
Giuseppe Nuvolone est le frère du peintre Carlo Francesco (1608-1662) et le fils et élève de Panfilo.

## Œuvres
- Saint Dominique ressuscitant les morts, église San Domenico, Crémone.
- Cefalo e Procri
- Rebecca et Eleazar
- Nature morte de poires
- Le Christ et la femme adultère